# میوه‌خورک سینه‌سرخ
میوه‌خورک سینه‌سرخ (نام علمی: Pipreola frontalis) نام یک گونه از سرده میوه‌خورک است.